# Drum național 55A
Der Drum național 55A (rumänisch für „Nationalstraße 55A“, kurz DN55A) ist eine Hauptstraße in Rumänien. 

## Verlauf
Die Straße in der Kleinen Walachei (Oltenien) beginnt am Drum național 55 in Bechet, von der sie in Verlängerung des Drum național 54A im Wesentlichen parallel zur Donau durch die Walachische Tiefebene weiter nach Westen führt. Sie quert den Fluss Jiu (Schil), führt am See Lacul Bistreț entlang durch das Dorf Bistreț zur Stadt Calafat, in der sie am Drum național 56 (Europastraße 79) endet, der hier auf einer im Jahr 2013 eröffneten Brücke (Donaubrücke 2) in die Stadt Widin in Bulgarien führt.
Die Länge der Straße beträgt rund 92 Kilometer.